# 南三角座
南三角座是南天小星座，原名源自拉丁语，意为“南边的三角形”，指星座中三颗最亮恒星组成的近正三角形，与北天的三角座区别。1598年，彼得勒斯·普朗修斯率先在天体仪上划出“南极三角座”；1603年，約翰·拜耳在測天圖上划出更精确的星座，并以“南三角”命名。1756年，法国探险家兼天文学家尼可拉·路易·拉卡伊绘出星座最亮恒星的位置，并用拜耳命名法分配希腊字母。
三角形三是+1.91视星等的橙亮巨星，也是南三角座最亮的恒星，在夜空所有恒星中亮度能排到第42位。组成三角形的另外两颗恒星分别是南三角座β和南三角座γ，都是白主序星。南三角座位于银河系内，包含的星体非常多，但缺乏显著的深空天體。星座中最知名的特色天体包括疏散星团和行星状星云。

## 历史
16世纪初，意大利航海家亚美利哥·韦斯普奇在探索新大陆期间学会辨识南半球天空中的恒星，并为提供赞助的葡萄牙国王曼努埃尔一世绘制星表，但如今已经失传。韦斯普奇还用文字描述南天恒星，其中提及的三角形既可能是南三角座，也可能是天燕座。这些文字记载被呈送给住在佛罗伦萨的赞助人洛伦佐·迪·皮埃尔弗朗西斯科·德·美第奇（Lorenzo di Pierfrancesco de' Medici），后于1504年通过《新世界》（Mundus Novus）发表。1589年，阿姆斯特丹出版佛兰德天文学家兼神职人员彼得勒斯·普朗修斯标识、荷兰制图师雅各布·弗洛里斯·范·朗伦（Jacob Floris van Langren）绘制的32.5厘米直径地球儀，上面首度提及“南极三角座”（Triangulus Antarcticus），但错将星座位置标在南船座以南。普朗修斯的弟子彼得·德克索恩·基瑟（Pieter Dirkszoon Keyser）与荷兰探险家弗雷德里克·德·豪特曼（Frederik de Houtman）共同创造星座名。1603年，約翰·拜耳在《測天圖》上绘出南三角座更准确的位置，标识的新名称沿用至今。
尼可拉·路易·拉卡伊1756年的南天星图将矩尺座、圆规座和南三角座画成绘图工具套装，分别是三角板和直尺、圆规和测量员使用的水平仪。德国天文学家约翰·波得也在测天图中把南三角座画成水平仪，并以拉丁语（“水平”）命名。
德国诗人兼作家菲利普·冯·泽森（Philipp von Zesen）将组成三角形的三颗恒星视为三大先祖象征，其中三角形三代表亞伯拉罕，另外两颗分别是以撒和雅各。澳大利亚北領地的瓦达曼人认为，南三角座恒星是彩虹蛇的尾巴，彩虹蛇则从附近的南十字座延伸到天蝎座。每年十月，处于夜空正中的彩虹蛇“轻推闪电”，带来降水拉开11月雨季的帷幕。

## 简介

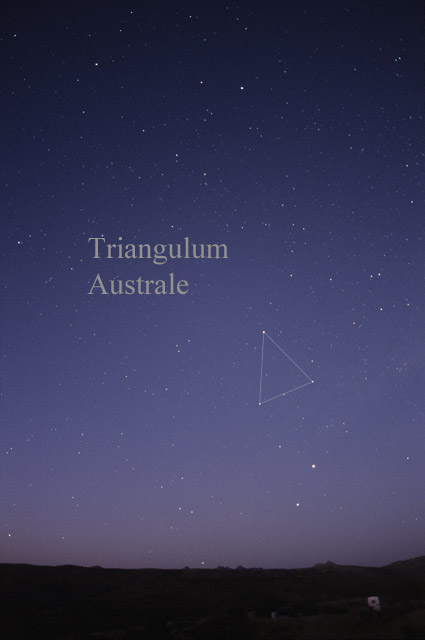
南三角座可由肉眼识别

南三角座的面积很小，北接矩尺座、西临圆规座，南挨天燕座，东靠天坛座。星座距南門二和馬腹一很近，中间只有圆规座相隔。星座位于银河系内，因此恒星众多。最亮的三颗星大致组成等边三角形，在夜空很容易识别，是南半球大部分地区的拱極星，但星座在南天的位置太偏南面，整个欧洲都看不到。1922年，国际天文联会确定以三字母缩写代指南三角座。1930年，尤金·德爾波特正式划分星座边界，形成拥有18条边的多边形。根据赤道坐標系統，星座赤经位于14h 56.4m和17h 13.5m之间，赤纬位于−60.26°到−70.51°之间。南三角座每年8月23日晚上九点到达中天。

## 显著特点

### 明亮的恒星
卡拉伊在绘出南三角座各恒星位置时用拜耳命名法为十二颗星分配到共十一个希腊字母，其中有两颗距离很近的恒星均用表示（其中一颗后来在HD星表标出），不过代表的恒星后因亮度不足取消字母命名。星座中最亮的三颗恒星组成三角形，其中三角形三是易于识别的橙亮巨星，光谱等级，亮度达+1.91视星等，在夜空所有恒星中能排到第42位。三角形三距地球424光年，絕對星等−3.68，光度超过太阳5500倍，直径130倍，如果放在太阳系中心几乎能到达金星轨道。三角形三的专有名称是拜耳命名法名称的缩写。南三角座β是雙星，其中的主星是黃-白矮星，光谱等级，亮度为2.85视星等，距地球40光年，绝对星等2.38。从星距主星有近三角分，是有可能位于南三角座轨道上的十三等星。组成三角形的另一颗恒星是南三角座γ，是2.87视星等的A型主序星，光谱等级，距地球180光年。
南三角座δ位于三角形以外，在南三角座附近，视星等+3.8，是南三角座第四亮的恒星。南三角座是光谱等级的黄巨星，离地球606光年。南三角座ε是在南三角座和南三角座中途位置的光学双星，其中偏亮的南三角座是K型橙次巨星，光谱等级，+4.11视星等。另一颗南三角座又称 138510，是+9.32视星等、光谱等级的白主序星。南三角座ζ看似+4.91视星等、光谱等级的恒星，但实际上是分光联星，从星很可能是紅矮星，两星相互围绕旋转，公转周期13天。南三角座ζ还很年轻，运动模式表明它是大熊座移動星群成员。南三角座ι也是多恒星系统，通过7.5厘米望远镜可以看到黄色和白色恒星，其中较亮的是光谱等级的分光联星，包括两颗黄白恒星，以39.88天的公转周期相互围绕旋转。分光联星中偏亮的主星是劍魚座γ型變星，亮度变化周期为1.45天。偏暗的从星与南三角座无关，所以该多恒星系统属光学双星。8.3视星等、光谱等级G9V的是類太陽恆星，人类已于2009年发现它拥有和两颗系外行星。
5.11视星等、光谱等级的望遠鏡座κ是黄亮巨星，距太阳系约1207光年。南三角座η是5.89视星等、光谱等级的Be星，距地球661光年。拉卡伊还将附近另一颗恒星也用命名，但弗朗西斯·贝利在两种出版物上给出两种命名方案，一种是只用为偏亮的星命名，另一种是两颗星都叫南三角座。考虑到两颗星都在距南天极25度范围内，本杰明·阿普索普·古尔德决定保留两位前辈分配的希腊字母，其中第二颗如今叫 150550，是平均亮度6.53视星等、光谱等级的变星。

### 变星
南三角座拥有许多造父变星，但都太暗，肉眼无法看到。南三角座R的视星等以3.389天为周期在6.4至6.9范围变动，望遠鏡座S以6.323天为周期在6.1至6.8视星等范围变化，南三角座以2.568天为周期在7.5至8.3视星等范围变动。上述三颗都是黄白巨星，光谱等级分别是、和。南三角座RT是非常特殊的第二型造父變星，呈现强劲的双原子碳、甲炔和氰基分子碎片吸收帶，已归类为光谱等级的碳造父变星，视星等以1.95天周期在9.2至9.97间变化。望遠鏡座X距南三角座不远，是5.63平均视星等的变碳星；该星有两种视星等变化周期，分别是385天左右和455天左右，光谱等级。
南三角座EK是大熊座SU型矮新星，于1978年首度发现，1980年正式归类。南三角座由白矮星和捐助恒星组成，两者以1.5小时公转周期相互围绕旋转。白矮星从捐助恒星吸收物质形成吸积盘并定期爆发，超级爆发时亮度达到11.2视星等，普遍爆发12.1视星等，未爆发时16.7视星等。南三角座是慢新星，亮度在2008年4月达到最高的8.4视星等，随后逐渐变暗，同年9月就降至12.4视星等。

### 深空天体

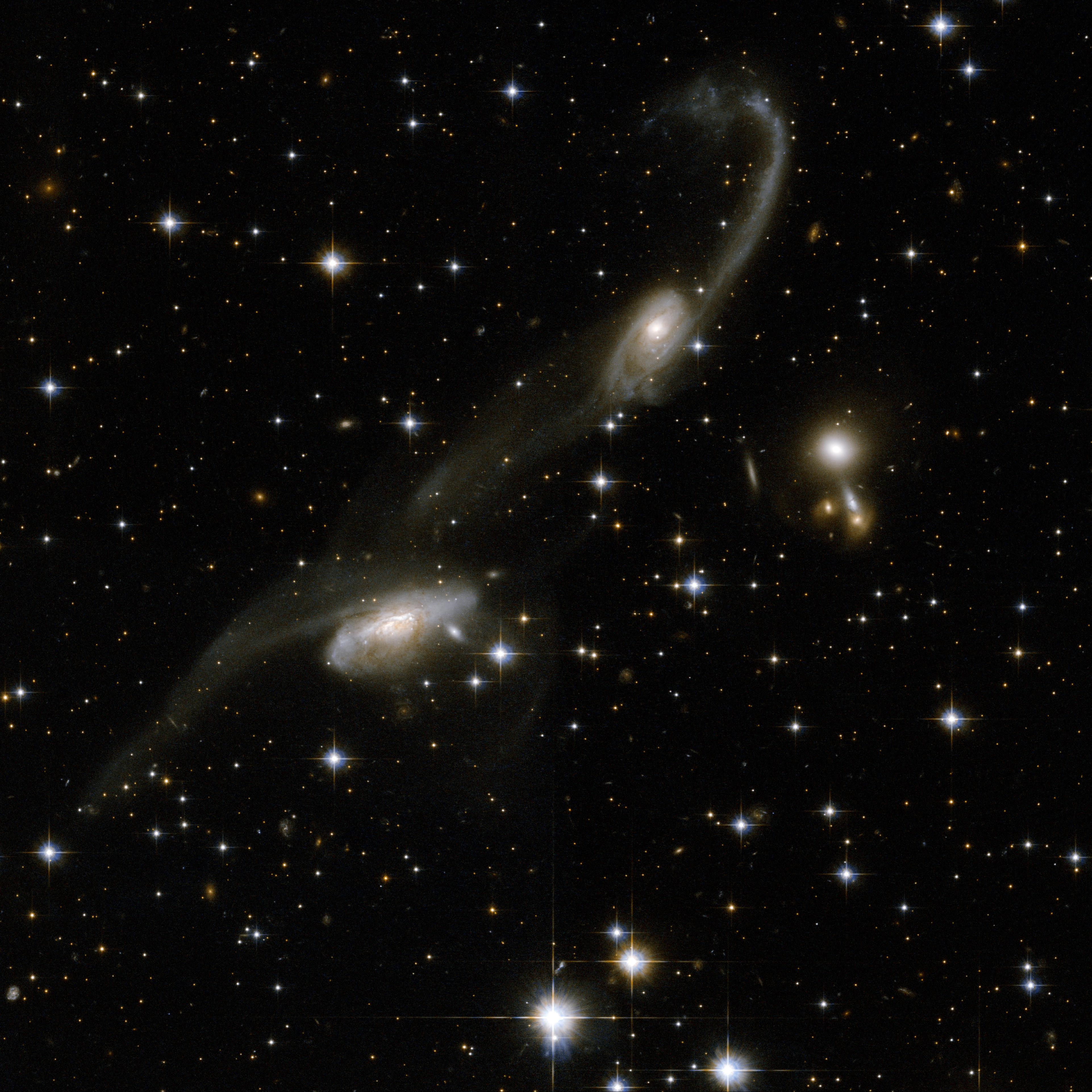
2008年4月，哈勃空间望远镜拍下ESO 69-6的照片，即图上两个逐渐合并的星系，后面都拖着明显的长尾

南三角座包含的深空天體很少，只有一个疏散星团，少量行星状星云和暗淡的星系。是拥有约30颗七等到九等星的疏散星团，位于南三角座以北三度，以东一度，距地球约2500光年，直径约11光年。星团内最亮的恒星是7.1视星等的南三角座。 5979是12.3视星等的行星状星云，在高倍望远镜下呈蓝绿色。海因兹2-138是11视星等的行星状星云，比 5979小。 5938位于南三角座以南五度，是非常遥远的螺旋星系，距地球约有三亿光年。。 69-6由两个逐渐合并的星系组成，距地球约六亿光年，合并过程还令星系拖出长长的尾巴。

### 脚注
1. 1 2 3  IAU Constellation Boundary.
2. ↑  Kanas 2007，第118–119頁.
3. 1 2  Ridpath Star Tales – Triangulum Australe.
4. 1 2 3  Wagman 2003，第303–304頁.
5. ↑  Moore & Tirion 1997，第120頁.
6. ↑  Ridpath Star Tales – Lacaille.
7. ↑  Motz & Nathanson 1991，第387頁.
8. ↑  Harney & Cairns 2004，第156–57頁.
9. 1 2 3 4  Moore 2005，第116頁.
10. 1 2 3 4 5  Inglis 2004，第119頁.
11. ↑  Russell 1922，第469頁.
12. ↑  James 2015.
13. 1 2 3  Schaaf 2008，第263–265頁.
14. ↑  Ayres, Brown & Harper 2007.
15. ↑  Kaler, Atria.
16. ↑  Gray et al. 2006.
17. ↑  Nicolet 1978.
18. ↑  Kaler, Beta TrA.
19. ↑  Wielen et al. 1999.
20. ↑  SIMBAD Delta Trianguli Australis.
21. ↑  SIMBAD Epsilon Trianguli Australis.
22. ↑  SIMBAD HD 138510.
23. ↑  Skuljan 2004.
24. ↑  Croswell 2005.
25. 1 2  Hartung 1984，第214頁.
26. ↑  De Cat et al. 2009.
27. ↑  SIMBAD LTT 6522.
28. ↑  Ségransan et al. 2010.
29. ↑  SIMBAD Kappa Trianguli Australis.
30. ↑  SIMBAD HR 6172.
31. ↑  SIMBAD HD 150550.
32. ↑  Klepešta & Rükl 1974，第248–249頁.
33. ↑  SIMBAD R Trianguli Australis.
34. ↑  SIMBAD S Trianguli Australis.
35. ↑  SIMBAD U Trianguli Australis.
36. ↑  Wallerstein et al. 2000.
37. ↑  SIMBAD X Trianguli Australis.
38. ↑  Tabur & Bedding 2009.
39. ↑  Hassall 1985.
40. ↑  Mennickent & Arenas 1998.
41. ↑  Gänsicke et al. 1997.
42. ↑  Bianciardi 2009.
43. ↑  Mobberley 2009，第198頁.
44. ↑  Griffiths 2012，第262頁.
45. ↑  Polakis 2001.
46. ↑  Cosmic Collisions Galore!.

### 书籍和期刊
- Ayres, Thomas R.; Brown, Alexander; Harper, Graham M., , The Astrophysical Journal, 2007-04, 658 (2): L107–L110, Bibcode:2007ApJ...658L.107A, doi:10.1086/514818
- Bianciardi, G., , Astronomia, La rivista dell' Unione Astrofili Italiani, 2009, (2): 11–12, Bibcode:2009AsUAI...2...11B, ISSN 0392-2308
- Croswell, Ken, , Astronomy, 2005, 33 (3): 40–45  [2020-09-25], ISSN 0091-6358, （原始内容存档于2020-08-09）
- De Cat, P.; Wright, D. J.; Pollard, K. R.; Maisonneuve, F.; Kilmartin, P. M., , AIP Conference Proceedings, 2009, 1170: 483–85  [2020-09-25], Bibcode:2009AIPC.1170..483D, doi:10.1063/1.3246549, （原始内容存档于2022-01-06）
- Griffiths, Martin, , New York, New York: Springer, 2012  [2020-09-25], ISBN 1-4614-1781-3, （原始内容存档于2020-12-10）
- Harney, Bill Yidumduma; Cairns, Hugh C.,  Revised, Merimbula, New South Wales: Hugh C. Cairns, 2004 [2003], ISBN 0-9750908-0-1
- Hartung, Ernst Johannes, , Cambridge, United Kingdom: CUP Archive, 1984, ISBN 0-521-31887-4
- Hassall, B.J.M., , Monthly Notices of the Royal Astronomical Society, 1985, 216: 335–352  [2020-09-25], Bibcode:1985MNRAS.216..335H, ISSN 0035-8711, doi:10.1093/mnras/216.2.335, （原始内容存档于2020-02-17）
- Schaaf, Fred, , Hoboken, New Jersey: John Wiley and Sons, 2008, ISBN 0-471-70410-5
- Ségransan, D.; Udry, S.; Mayor, M.; Naef, D.; Pepe, F.; Queloz, D.; Santos, N.C.; Demory, B.-O.; Figueira, P.; Gillon, M.; Marmier, M.; Mégevand, D.; Sosnowska, D.; Tamuz, O.; Triaud, A. H. M. J., , Astronomy and Astrophysics, 2010-02, 511: A45  [2020-09-25], Bibcode:2010A&A...511A..45S, arXiv:0908.1479 , doi:10.1051/0004-6361/200912136, （原始内容存档于2021-12-08）
- Skuljan, Jovan, , Monthly Notices of the Royal Astronomical Society, 2004, 352: 975, Bibcode:2004MNRAS.352..975S, doi:10.1111/j.1365-2966.2004.07988.x
- Tabur, V.; Bedding, T. R., , Monthly Notices of the Royal Astronomical Society, 2009, 400 (4): 1945–1961, Bibcode:2009MNRAS.400.1945T, arXiv:0908.3228 , doi:10.1111/j.1365-2966.2009.15588.x
- Wagman, Morton, , Blacksburg, Virginia: The McDonald & Woodward Publishing Company, 2003, ISBN 978-0-939923-78-6
- Wallerstein, George; Matt, Sean; Gonzalez, Guillermo, , Monthly Notices of the Royal Astronomical Society, 2000, 311 (2): 414–422  [2020-09-25], Bibcode:2000MNRAS.311..414W, doi:10.1046/j.1365-8711.2000.03064.x, （原始内容存档于2020-12-08）
- Wielen, R.; Schwan, H.; Dettbarn, C.; Lenhardt, H.; Jahreiß, H.; Jährling, R.,  (35), Astronomisches Rechen-Institut Heidelberg, 1999, Bibcode:1999VeARI..35....1W
- Motz, Lloyd; Nathanson, Carol, , London, United Kingdom: Aurum Press, 1991, ISBN 1-85410-088-2
- Nicolet, B., , Astronomy and Astrophysics Supplement Series, 1978, 34: 1–49, Bibcode:1978A&AS...34....1N
- Kanas, Nick, , Chichester, United Kingdom: Praxis Publishing, 2007, ISBN 0-387-71668-8
- Gänsicke, B. T.; Beuermann, K.; Thomas, H.-C.,  (PDF), Monthly Notices of the Royal Astronomical Society, 1997, 289 (2): 388–392  [2020-09-25], Bibcode:1997MNRAS.289..388G, doi:10.1093/mnras/289.2.388, （原始内容 (PDF)存档于2022-01-16）
- Gray, R. O.; Corbally, C. J.; Garrison, R. F.; McFadden, M. T.; Bubar, E. J.; McGahee, C. E.; O'Donoghue, A. A.; Knox, E. R., , The Astronomical Journal, 2006, 132 (1): 161–170, Bibcode:2006AJ....132..161G, arXiv:astro-ph/0603770 , doi:10.1086/504637
- Inglis, Mike, , New York, New York: Springer, 2004  [2020-09-25], ISBN 1-85233-742-7, （原始内容存档于2020-12-10）
- Klepešta, Josef; Rükl, Antonín, , Feltham, United Kingdom: Hamlyn, 1974 [1969]  [2020-09-25], ISBN 0-600-00893-2
- Mennickent, Ronald E.; Arenas, Jose, , Publications of the Astronomical Society of Japan, 1998, 50: 333–342  [2020-09-25], Bibcode:1998PASJ...50..333M, doi:10.1093/pasj/50.3.333, （原始内容存档于2020-02-17）
- Mobberley, Martin, , New York, New York: Springer, 2009  [2020-09-25], ISBN 1-4419-0325-9, （原始内容存档于2020-12-10）
- Moore, Patrick, , New York, New York: Springer, 2005, ISBN 1-85233-884-9
- Moore, Patrick; Tirion, Wil, , Cambridge, United Kingdom: Cambridge University Press, 1997  [2020-09-25], ISBN 978-0-521-58582-8
- Russell, Henry Norris, , Popular Astronomy, 1922, 30: 469–471, Bibcode:1922PA.....30..469R

### 网页
- Office of Public Outreach, , HubbleSite (Baltimore, Maryland: Space Telescope Science Institute (STScI)), 2008-04-24  [2020-09-25], （原始内容存档于2020-08-11）
- , The Constellations (International Astronomical Union),   [2020-09-25], （原始内容存档于2020-09-24）
- James, Andrew, , Southern Astronomical Delights (Sydney, New South Wales), 2015-06-17  [2020-09-25], （原始内容存档于2020-09-15）
- Kaler, Jim, , Stars (University of Illinois),   [2020-09-25], （原始内容存档于2020-07-25）
- Kaler, Jim, , Stars (University of Illinois), 2007-08-10  [2020-09-25], （原始内容存档于2020-08-09）
- Polakis, Tom, , Astronomy, 2001, 29 (7): 80–84  [2020-09-25], ISSN 0091-6358, （原始内容存档于2020-09-15）
- Ridpath, Ian, , Star Tales,   [2020-09-25], （原始内容存档于2020-09-15）
- Ridpath, Ian, , Star Tales,   [2020-09-25], （原始内容存档于2020-08-09）
- , SIMBAD Astronomical Database (Centre de Données astronomiques de Strasbourg),   [2020-09-25], （原始内容存档于2020-08-09）
- , SIMBAD Astronomical Database (Centre de Données astronomiques de Strasbourg),   [2020-09-25], （原始内容存档于2020-08-09）
- , SIMBAD Astronomical Database (Centre de Données astronomiques de Strasbourg),   [2020-09-25], （原始内容存档于2020-08-09）
- , SIMBAD Astronomical Database (Centre de Données astronomiques de Strasbourg),   [2020-09-25], （原始内容存档于2020-08-09）
- , SIMBAD Astronomical Database (Centre de Données astronomiques de Strasbourg),   [2020-09-25], （原始内容存档于2020-08-09）
- , SIMBAD Astronomical Database (Centre de Données astronomiques de Strasbourg),   [2020-09-25], （原始内容存档于2020-08-09）
- , SIMBAD Astronomical Database (Centre de Données astronomiques de Strasbourg),   [2020-09-25], （原始内容存档于2020-08-09）
- , SIMBAD Astronomical Database (Centre de Données astronomiques de Strasbourg),   [2020-09-25], （原始内容存档于2020-08-09）
- , SIMBAD Astronomical Database (Centre de Données astronomiques de Strasbourg),   [2020-09-25], （原始内容存档于2020-08-09）
- , SIMBAD Astronomical Database (Centre de Données astronomiques de Strasbourg),   [2020-09-25], （原始内容存档于2020-08-09）
- , SIMBAD Astronomical Database (Centre de Données astronomiques de Strasbourg),   [2020-09-25], （原始内容存档于2020-08-09）